# Красный горняк (газета)

Название газеты в 1925—1928 годах

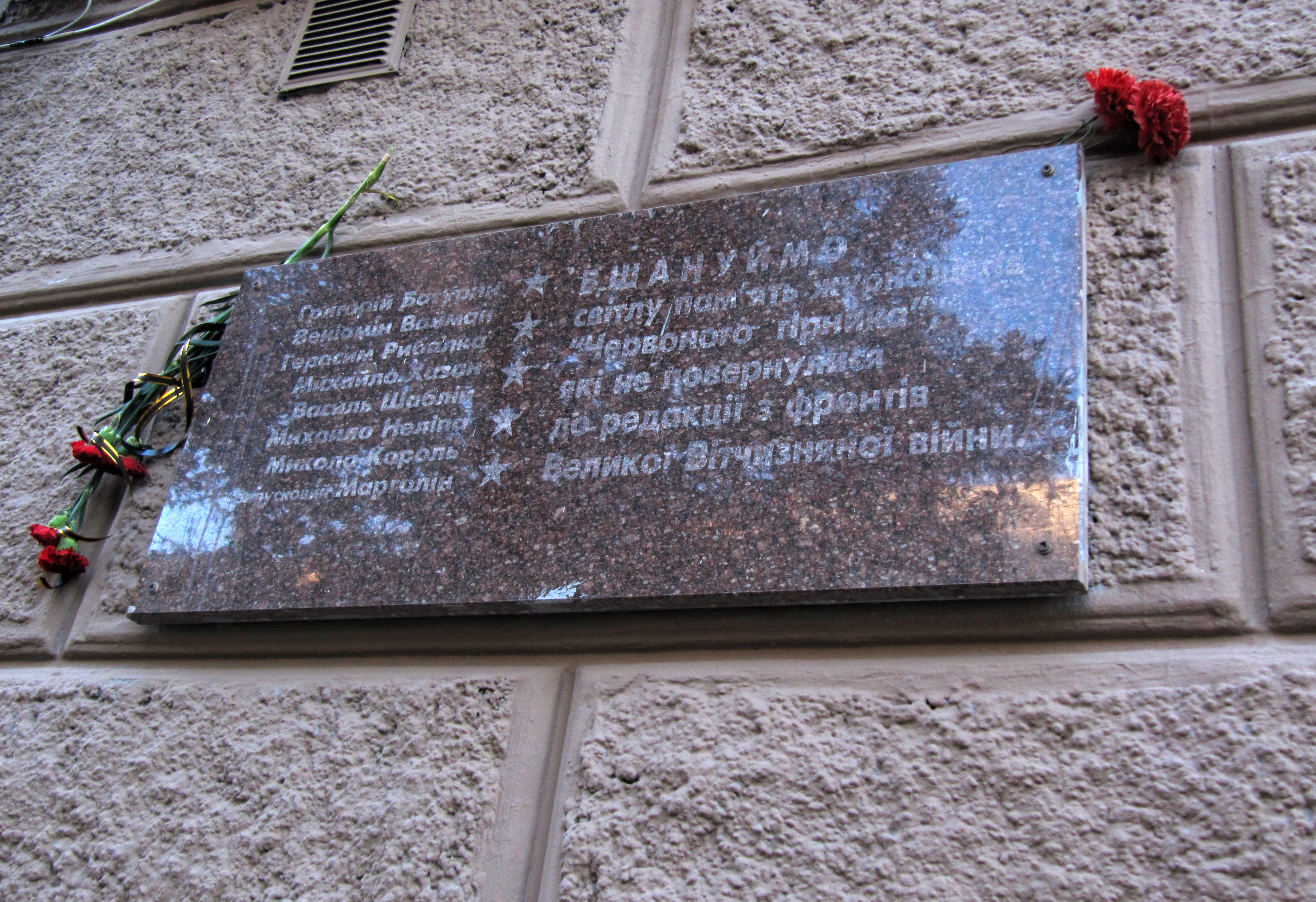
Памятная доска журналистам газеты «Красный горняк» не вернувшимся с фронтов Великой Отечественной войны

Красный горняк (укр. Червоний гірник) — криворожская городская коммунальная периодическая газета на украинском языке.

## История
Первый выпуск газеты вышел 7 декабря 1924 года. Изначально называлась «Красный горняк» и выходила малым форматом на двух полосах два раза в неделю на русском языке. С 1928 года выходит на украинском языке, тираж достиг 7 тысяч экземпляров. Во время оккупации города немецкими войсками не выпускалась, начала выходить с 28 февраля 1944 года. С октября 1957 года выходит большим форматом пять раз в неделю. К 1986 году тираж газеты составлял 122 тысячи экземпляров, к концу 1980-х годов — 130 тысяч.

## Персоналии

### Редакторы
- Л. А. Юхвид
- Крастынь Ян[1];
- Марголис Захар;
- Романовский;
- Затучный Ханан;
- Никитченко И.;
- Кулик Иван;
- Александр Гриша;
- Лазарев;
- Чечель;
- Скуйбида;
- Швец;
- Штукин Иван;
- Криворог Александр;
- Соколовский Иван;
- Зельский Николай;
- Берёза Александр;
- Миколаенко Николай;
- Горевой Максим;
- Пасечник Алексей;
- Савруцкий Владимир;
- 1990—2010 — Штельмах Владимир Васильевич;
- 2010—2011 — Сергей Соловьёв;
- 2011—2015 — Калинюк Ольга Васильевна;
- с 2015 — Квочка Игорь Викторович.

### Журналисты
- Косыгин, Борис Васильевич — заслуженный журналист Украины;
- Воронова, Татьяна Петровна — 1957—2011, ведущая рубрики «Роднокрай»;
- Бухтияров, Владимир Филиппович — автор издания «Энциклопедия Криворожья».

## Награды
- 4 декабря 1974 — Орден «Знак Почёта» — указом Президиума Верховного Совета СССР;
- 1984 — Почётная грамота Президиума Верховного Совета УССР;
- 5 декабря 2014 — Архиепископ Ефрем наградил коллектив газеты орденом преподобного Нестора Летописца УПЦ[2][3].

## Память
- Именем газеты названа шахта Красногвардейского шахтоуправления Кривого Рога.